# Musculus abductor digiti minimi (fot)
Musculus Abductor Digiti Minimi är en av fotens muskler som har sin plats fotens utsida, eller lilltåsida. Dess funktion är att göra en böjning (flexion) och spretning (abduktion) av lilltån. Den har sitt ursprung på fotens fascia (Plantar aponeurosen) och har sitt fäste på den femte tåns inre ben. 
Muskeln innerveras av den yttre fotnerven (n. plantaris lateralis) och för blod från den yttre fotartären (a. plantaris lateralis).